# Lista över singelettor på Gaon Chart 2012
Detta är en lista över singelettor på Gaon Chart under år 2012. Gaon Chart är sammanställningen av försäljningen av musik i Sydkorea och drivs av Korea Music Content Industry Association (KMCIA). Digital Chart publiceras varje vecka och visar listan över de mest sålda singlarna i landet genom digital nedladdning och strömning. Digital Chart, som även inkluderar bakgrundsmusik, är en sammanställning av data försedd av landets största musikförsäljare och distributörer.

## Vecka

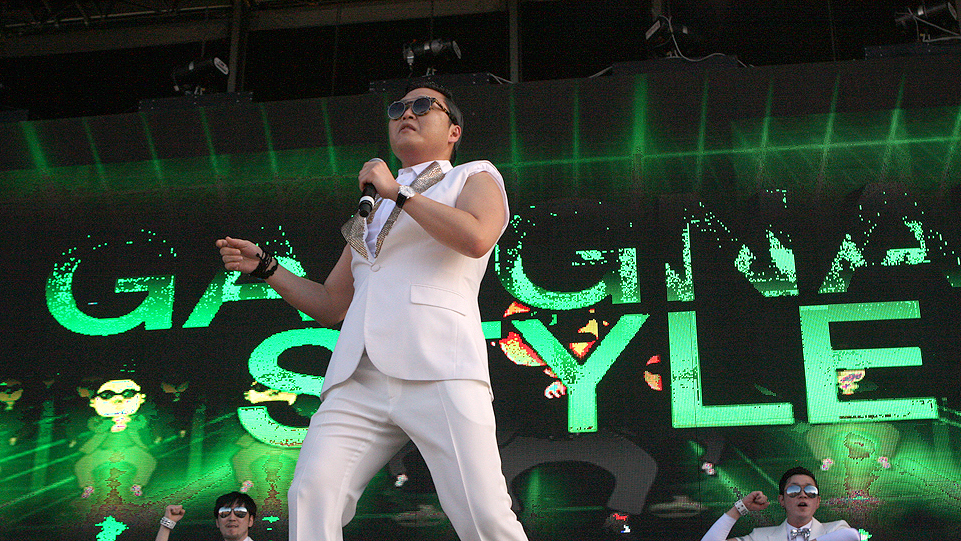
Psy låg etta på listan fem veckor i rad med singeln "Gangnam Style" som dessutom hade stora framgångar utanför Sydkorea.

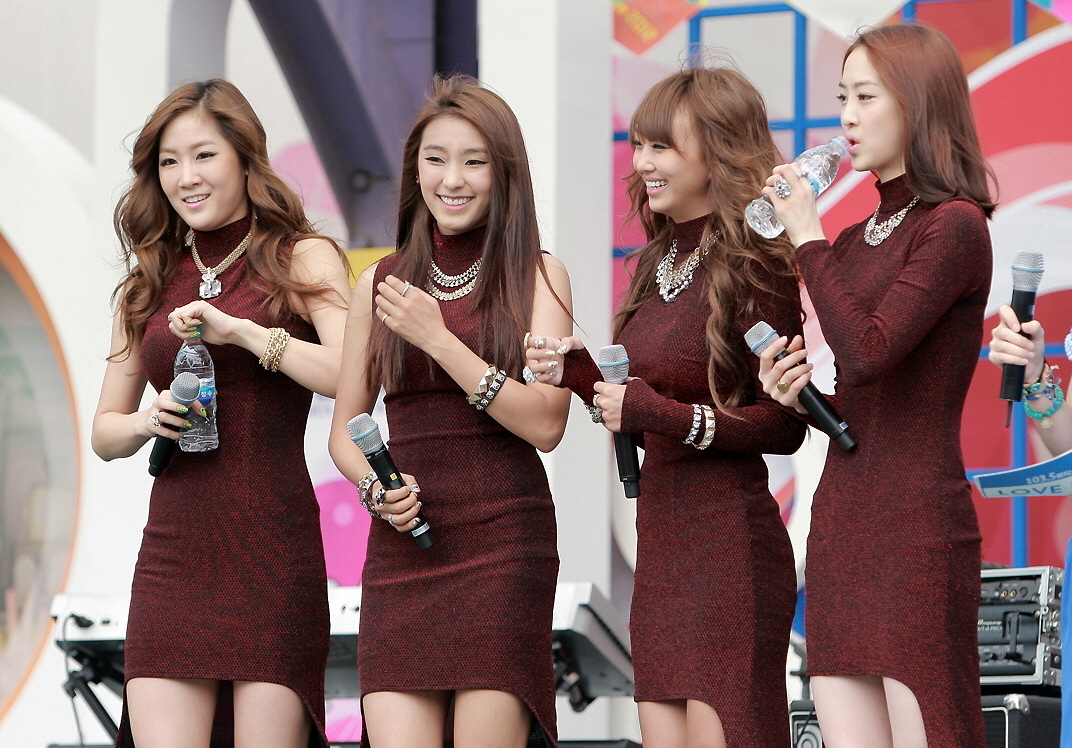
Sistar låg etta på listan i tre veckor med två olika singelsläpp under året.

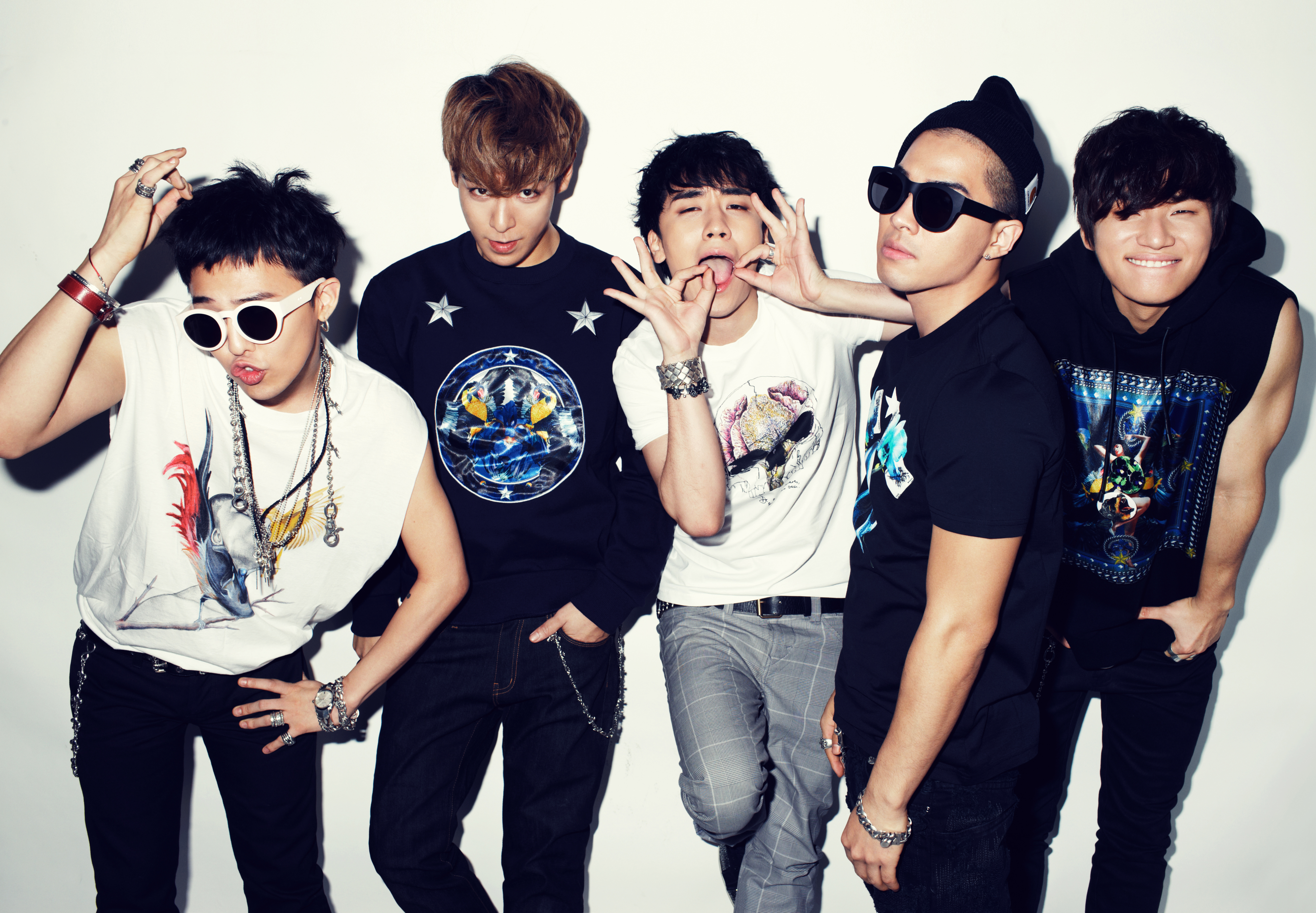
Big Bang låg etta på listan tre veckor i rad med singeln "Blue" och en vecka med singeln "Monster".

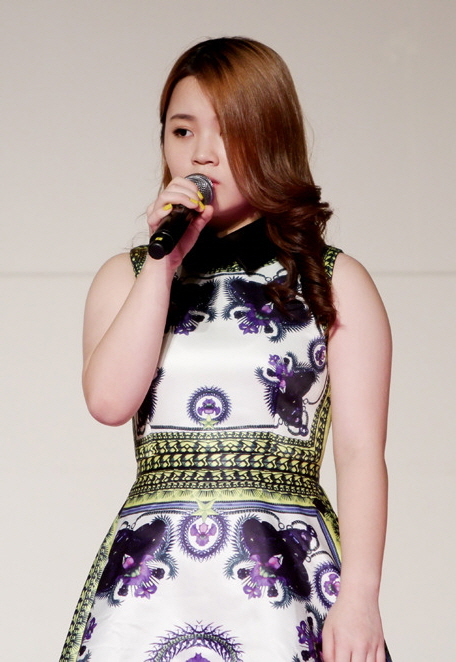
Lee Hi låg etta på listan tre veckor i rad med singeln "1, 2, 3, 4" och en vecka med singeln "It's Cold".

| Datum  | Artist                                                        | Sångtitel                      |
| ------ | ------------------------------------------------------------- | ------------------------------ |
| 31 dec | Davichi & T-ara                                               | "We Were in Love"              |
| 7 jan  | T-ara                                                         | "Lovey-Dovey"                  |
| 14 jan | Jeong Jun-ha                                                  | "The Story of a Tall Bachelor" |
| 21 jan | T-ara                                                         | "Lovey-Dovey"                  |
| 28 jan | Beast                                                         | "I Knew It"                    |
| 4 feb  | Se7en                                                         | "When I Can't Sing"            |
| 11 feb | Lyn                                                           | "Back In Time"                 |
| 18 feb | K.Will                                                        | "I Need You"                   |
| 25 feb | Big Bang                                                      | "Blue"                         |
| 3 mar  | Big Bang                                                      | "Blue"                         |
| 10 mar | Big Bang                                                      | "Blue"                         |
| 17 mar | 2AM                                                           | "I Wonder If You Hurt Like Me" |
| 24 mar | SHINee                                                        | "Sherlock (Clue + Note)"       |
| 31 mar | CNBLUE                                                        | "Hey You"                      |
| 7 apr  | Busker Busker                                                 | "Cherry Blossom Ending"        |
| 14 apr | Busker Busker                                                 | "Cherry Blossom Ending"        |
| 21 apr | Sistar                                                        | "Alone"                        |
| 28 apr | Sistar                                                        | "Alone"                        |
| 5 maj  | Girls' Generation-TTS                                         | "Twinkle"                      |
| 12 maj | Baek Ji-young ft. Gary                                        | "Voice"                        |
| 19 maj | IU                                                            | "Every End of the Day"         |
| 26 maj | IU                                                            | "Every End of the Day"         |
| 2 jun  | Girls' Generation-TTS                                         | "Twinkle"                      |
| 9 jun  | Big Bang                                                      | "Monster"                      |
| 16 jun | f(x)                                                          | "Electric Shock"               |
| 23 jun | Busker Busker                                                 | "If You Really Love Me"        |
| 30 jun | Busker Busker                                                 | "If You Really Love Me"        |
| 7 jul  | Sistar                                                        | "Loving U"                     |
| 14 jul | 2NE1                                                          | "I Love You"                   |
| 21 jul | Psy                                                           | "Gangnam Style"                |
| 28 jul | Psy                                                           | "Gangnam Style"                |
| 4 aug  | Psy                                                           | "Gangnam Style"                |
| 11 aug | Psy                                                           | "Gangnam Style"                |
| 18 aug | Psy                                                           | "Gangnam Style"                |
| 25 aug | Huh Gak ft. Zia                                               | "I Need You"                   |
| 1 sep  | Jung Eun-ji & Seo In-guk                                      | "All for You"                  |
| 8 sep  | G-Dragon                                                      | "That XX"                      |
| 15 sep | Jung Eun-ji & Seo In-guk                                      | "All for You"                  |
| 22 sep | Naul                                                          | "Memory of the Wind"           |
| 29 sep | Naul                                                          | "Memory of the Wind"           |
| 6 okt  | Naul                                                          | "Memory of the Wind"           |
| 13 okt | Epik High ft. Lee Hi                                          | "It's Cold"                    |
| 20 okt | Jung Joon-young & Roy Kim                                     | "Becoming Dust"                |
| 27 okt | Hyuna                                                         | "Ice Cream"                    |
| 3 nov  | Lee Hi                                                        | "1, 2, 3, 4"                   |
| 10 nov | Lee Hi                                                        | "1, 2, 3, 4"                   |
| 17 nov | Lee Hi                                                        | "1, 2, 3, 4"                   |
| 24 nov | Lee Seung-gi                                                  | "Return"                       |
| 1 dec  | Lee Seung-gi                                                  | "Return"                       |
| 8 dec  | Lee Seung-gi                                                  | "Return"                       |
| 15 dec | Sung Si-kyung, Park Hyo-shin, Lee Seok-hoon, Seo In-guk, VIXX | "Because It's Christmas"       |
| 22 dec | Akdong Musician                                               | "You Are Attractive"           |

## Månad
| Månad | Artist                   | Sångtitel               |
| ----- | ------------------------ | ----------------------- |
| Jan   | T-ara                    | "Lovey-Dovey"           |
| Feb   | Big Bang                 | "Blue"                  |
| Mar   | Big Bang                 | "Fantastic Baby"        |
| Apr   | Busker Busker            | "Cherry Blossom Ending" |
| Maj   | Girls' Generation-TTS    | "Twinkle"               |
| Jun   | Wonder Girls             | "Like This"             |
| Jul   | 2NE1                     | "I Love You"            |
| Aug   | Psy                      | "Gangnam Style"         |
| Sep   | Jung Eun-ji & Seo In-guk | "All for You"           |
| Okt   | Gain                     | "Bloom"                 |
| Nov   | Lee Hi                   | "1, 2, 3, 4"            |
| Dec   | Lee Seung-gi             | "Return"                |